# Стела
Стела је камена или дрвена плоча разноврсног облика са декорацијама и натписима погребног или споменичког карактера. Натпис уклесан на стеле – епитаф – може бити урамљен или је у виду специфичне иконографије. Осим рељефних постоје и тродимензионалне стеле, у облику камених скулптура са ликом покојника, неког божанства или неке неразјашњене фигуре (скитске и куманске стеле). Посебно су важне стеле које је дао направити фараон или неки други владар (асирски, вавилонски и сл.), јер су имале обавештајну и промотивну функцију ("краљевске стеле" и граничне стеле, великих димензија).

## Историја
Стеле су сведоци старих култура, материјални остаци несталих цивилизација, стога су веома важне као извори историјских информација.

#### Месопотамија
Месопотамска стела је плоча вертикално постављена у функцији надгробног споменика, увек украшена рељефом који описује неко збивање, али најчешће само кроз једну кључну главну сцену, тако се цела прича своди само на један догађај. Један од најбољих примера је "Нарам-Синова стела" из 2300. п. н. е. на којој Нарам-Син слави победу над непријатељем. То је обична камена плоча, релативно лака, која представља краља као највећи лик како се пење на планину газећи непријатеље док га поданици следе (неуки Римљани су је држали за обичну надгробну плочу). Најпознатија стела са описом је Хамурабијев законик која на врху приказује вавилонског краља Хамурабија на трону и поданика који му је испод ногу, а низ целу стелу је клинастим писмом уписан први познати скуп закона на свету (Хамурабијев законик).

#### Америка
Веома су значајне и Мезоамеричке стеле на новом континенту. Стеле Маја индијанаца су високе скулптуре познате из Средње и Јужне Америке из периода од 400. п. н. е. до класичног периода, 900. године. Углавном представљају лик владара рељефно уклесанog у камену (најчешће кречњаку) који прати хијероглифски опис. Оригинална сврха ових стела је била идеолошко-пропагандна, да глорификују краља и његова дела, али има и митолошких представа.

#### Евроазија
Скитске а касније куманске антропоморфичне "лутке" зване и балбал биле су постављене на гробне хумке (кургане) или су украшавале непосредну околину некрополе. Нарочито велик број ових стела пронађен је у Украјини, Русији, Монголији и на далеком Истоку, а повезују се са старим култом предака у Половецкој култури и у култури гробних хумки. Ове камене статуе са ликом жене у старој Русији, или некада у Мађарској народ је називао идолима (рус. болван, мађ. bálvány), а израз "баба" (рус. Каменная баба) произашао је из турског "балбал", у значењу "предак" или "праотац". Понекад стеле представљају покојника, на пример угледног ратника и често су веома стилизоване, ређе представљају неку животињу, митолошку фигуру или су исписане карактеристичним клинастим писмом.